# La caverna dei diavoli
La caverna dei diavoli (Hell's Bells) è un corto animato della serie Sinfonie allegre, prodotto da Walt Disney e diretto da Ub Iwerks.

## Trama
I diavoli dell'inferno suonano una musica per Satana, il cui compiacimento si trasforma in ira quando un servo si rifiuta di essere il cibo di Cerbero.

## Colonna sonora
Nel corto sono inclusi estratti da: Canzone di primavera e l'Ouverture Le Ebridi di Felix Mendelssohn, Marcia funebre per una marionetta di Charles Gounod e Nell'antro del re della montagna di Edvard Grieg.

## Distribuzione
Uscito negli Stati Uniti il 21 novembre 1929, arrivò in Italia nel dicembre 1930 distribuito dalla Columbia Pictures.